# Râul Siriu Mare
Râul Siriu Mare este un curs de apă din județul Buzău, unul din brațele care formează Râul Siriu. 

## Hărți
- Harta Munții Buzăului [nefuncțională – arhivă]